# 열망 (1969년 영화)
열망(The Arrangement)은 미국에서 제작된 엘리아 카잔 감독의 1969년 드라마 영화이다. 커크 더글라스 등이 주연으로 출연하였고 엘리아 카잔 등이 제작에 참여하였다.

## 출연

### 주연
- 커크 더글라스
- 데보라 카
- 페이 더너웨이

### 조연
- 험 크로닌
- 마이클 히긴스
- 캐롤 이브 로센
- 윌리엄 한슨
- 해롤드 굴드
- 마이클 머피
- 존 랜돌프 존스
- 앤 헤기라
- 찰스 드레이크
- E.J. 안드레
- 필립 보뉴프
- 다이안 헐
- 앤 도란
- 모린 맥코믹

## 제작진
- 원작자: 엘리아 카잔
- 협력프로듀서: 찰스 H. 맥과이어
- 미술: 진 캘러핸
- 의상: 데아도라 밴 런클